# Неогегельянство
Неогегельянство — направление философии в конце XIX и начале XX вв., в котором отчасти возродился дух гегелевской философии.
Неогегельянство зарождается в Англии в 1865 году, после выхода в свет книги Джеймса Хатчисона Стирлинга «Секрет Гегеля». В конце XIX века это направление получает широкое распространение и воспринимается как ответ засилью позитивизма и материализма. Его крупнейшими представителями в англоязычных странах были Т. Грин, Ф. Г. Брэдли, Дж. Ройс, Дж. Э. Мак-Таггарт, а также Коллингвуд. К концу 20-х годов XX века школа абсолютного идеализма (англо-саксконское неогегельянство) прекратила своё существование, не выдержав соперничества с развившейся в Великобритании аналитической философией и с американскими прагматизмом и неореализмом. Впрочем, гегелевский метод не ушел навсегда из общественных наук, так современным англоязычным неогегельянцем можно назвать Фукуяму.
В XIX веке учение Гегеля распространяется в Италии посредством Аугусто Вера. В XX веке итальянское неогегельянство представляют имена Дж. Джентиле и Б. Кроче; направление распространяется также в Голландии и Франции (Ж. Ипполит, А. Кожев). В последнем случае гегельянство смыкается с экзистенциализмом.
В 1930 году в Голландии был создан центр Неогегельянства — Международный гегелевский союз, конгрессы которого прошли в Гааге (1930), Берлине (1931) и Риме (1934). События Второй мировой войны привели к распаду союза. В 1953 году в Германии (Берлин) было создано новое гегельянское общество (нем. Hegelgesellschaft), которое в 1983 году приобрело статус международного.